# Épitomé de Caesaribus
L'Épitomé de Caesaribus (Abrégé des Césars) ou Pseudo-Aurelius Victor est une œuvre anonyme écrite au début du Ve siècle. 
L'ouvrage n'a aucun titre authentique. Selon un de ses titres, Libellus de vita et moribus imperatorum breviatus ex libris Sexti Aureli Victoris, (« livret abrégé sur la vie et les mœurs des empereurs, ex-libris de Sextus Aurelius Victor »), elle s'inspire du Livre des Césars d'Aurelius Victor tout en s'en différenciant par la suite et en le continuant, jusqu'en 395, avec les biographies des empereurs romains de Julien (361-363) à la mort de Théodose Ier. L'intitulé a dû être influencé par le Corpus Aurelianum ou par une manipulation d'un copiste. Du VIIIe siècle (Paul Diacre) au XVIe siècle (publication du Livre des Césars), le traité est attribué à Aurelius Victor. Le problème du titre est que l'épitomé convient pour l'abréviation d'une source unique, le terme de breuiarium convient mieux pour l'abrégé de sources diverses.
L’œuvre a vraisemblablement été rédigée vers 406-408 (du vivant de Serena), par un auteur anonyme lettré, probablement un Romain au service d'une personnalité politique importante. Il est dédié à Honorius, face au contexte d'invasions barbares, pour glorifier les empereurs romains et la dynastie. Il s'agit probablement d'un païen non fanatique, ignorant du christianisme, exaltant l'histoire romaine et les empereurs Auguste, Trajan, Titus, Vespasien, les Antonins et particulièrement Théodose, tout en affichant des sympathies pro-sénatoriales et dynastiques contre les barbares. C'est le dernier des bréviaires de l'Antiquité tardive.
L'Épitomé de Caesaribus compte 48 biographies, contre 42 dans le Livre des Césars. Seuls les 11 premiers chapitres sont en rapport avec le Livre des Césars d'Aurelius Victor, les suivants s'inspirent plutôt de l'Abrégé de l'histoire romaine d'Eutrope. 
L'auteur reprend le modèle de Suétone en 6 parties : les origines du nom, l'origine de la carrière puis les caractéristiques du règne, la politique intérieure puis la politique extérieure suivies du mode de vie et enfin la mort et honneurs funèbres. Le plan est modifié pour les cas particuliers tels la seconde tétrarchie.
Les sources sont vraiment divisées mais on repéra quatre périodes d'utilisations différentes. Les conjectures et rapprochements font principalement état de l'Histoire impériale d'Enmann (Enmanns Kaisergeschichte, abrégée EKG), un recueil de biographies impériales et les Annales de Nicomaque Flavien. Il y a des conjectures avec « la tradition de l'EKG », soit les auteurs l'ayant utilisé : Aurelius Victor, Eutrope, Festus, la Chronique de Saint Jérôme et peut être la première partie de l'Anonyme de Valois. L'auteur transcrit mal ses sources, ce qui fait que plusieurs erreurs sont présentes.
Pour les vies 1 à 11 (Auguste à Domitien), il utilise l'EKG et le livre des Césars d'Aurelius Victor. L'EKG s'inspira grandement de Dion Cassius et de Suétone. Des vies 12 à 23 (Nerva à Elagabal), ce sont Marius Maximus et la tradition de l'EKG. Pour les vies 24 à 38 (Sévère Alexandre à Carus et fils), il utilise Nicomaque Flavien, dont les Annales sont utilisées par l'Histoire Auguste, Eunape, Zosime et la Leoquelle, la source de Léon le Grammairien. Cependant, Nicomaque connaît l'EKG et sa tradition. Pour les vies 39 à 47 (Dioclétien à Gratien), il utilise les mêmes sources, ainsi que la tradition de l'EKG et Ammien Marcellin. La 48e et dernière vie, celle de Théodose, semble écrite par un autre auteur : elle est plus longue et le vocabulaire diffère. Les panégyriques présents sont de Symmaque, sa source est inconnue.

## Éditions
- Édition de F. Pichlmayr, Leipzig, Teubner, 1911.
- Deuxième édition de P. Gründel, Leipzig, Teubner, 1961.
- (la + fr) Pseudo-Aurelius Victor (trad. du latin par Michel Festy), Abrégé des Césars, Paris, Les Belles Lettres, 1999, CIX-302 p. (ISBN 2-251-01410-1, présentation en ligne).